# Hylaea munda
Hylaea munda är en fjärilsart som beskrevs av Druce 1892. Hylaea munda ingår i släktet Hylaea och familjen mätare. Inga underarter finns listade i Catalogue of Life.